# Frederik Paludan-Müller
Frederik Paludan-Müller (født 7. februar 1809, død 28. december 1876) var en dansk digter. Frederik Paludan-Müller – af sine nærmeste altid kaldet Frits – blev født i Kerteminde som fjerde søn af præsten Jens Paludan-Müller – senere biskop i Aarhus 1830-1845 og bror til historikeren Caspar Paludan-Müller, 1805-1882
Moderen skal have været meget opvakt, ikke uden digterisk begavelse; hun var i høj grad nervøs og allerede under sønnens første opvækst overspændt indtil sindssygdom, så Frederik Paludan-Müller i sine barndomsår levede mellem søskende og kammerater en smule "for Lud og koldt Vand", som han selv senere sagde.
Dog mindedes han bestandig med stor kærlighed Kerteminde og var fuld af anekdoter om snurrige originaler derfra, som han også har indført i rigt mål i sit sidste store arbejde, Ivar Lykkes Historie.

## Jura som brødstudium
Da faderen 1819 blev stiftsprovst i Odense, gennemgik Frits latinskolen der og kom 1828 som student til København. Han var meget tidlig begyndt at skrive vers og må i skoletiden have skrevet en mængde; dog regnedes han blandt studenterne fra 1828 ikke til "de 4 store Poeter", men kun til «de 12 smaa»  Men dengang skrev jo alverden vers, og blandt de unge var det vanskeligt at skelne mellem kaldede og ukaldede. Hans fader holdt ham naturligvis til et brødstudium (jura); han tog juridisk eksamen 1835, men gjorde senere i livet aldrig brug af den som adkomst til nogen ting.
Et selskabsegnet 'verdensbarn'
Han var vistnok så ideelt anlagt, som et menneske nogen sinde har været, men det forhindrede ikke, at han dog i sin ungdom i høj grad var, hvad man kalder et verdensbarn. Med sin slanke ynglingeskikkelse, sine ædle og fine ansigtstræk, fyrige og dybtliggende mørkeblå øjne og lysebrune, krøllede hår var han ikke ilde set af det andet køn; desuden anede man, at der i denne yngling boede mere end i de fleste. Hans sprudlende og overstadige lune gjorde ham til livet i selskaberne.
Allerede i sine første studenterår følte han sig draget til en kreds af kvindelige slægtninge, døtre af professor Caspar Abraham Borch i Sorø  Til den ene af dem, Andrea, der var over 20 år ældre end han og gift med den berømte norske naturforsker Christopher Hansteen  , sluttede han sig med en slags tilbedende venskab og skriftede også åbenhjertig sine ungdomsdårskaber for hende: hans bevarede breve viser, at han af egen erfaring vel kendte de fristelser, som han senere skildrede i Adam Homos ungdomsliv ("Piger, Vin og Kortenspil").
Kvaler efter udskejelserne
Han udtaler også i oprigtige ord de åndelige kvaler og den anger, som følge efter udskejelserne; men samtidig kan han ikke lade være at ærgre sig over, at han "kan være lystig, fornøjet, spøge og spase, gøre Kommers og bære sig, som han ikke vidste, hvor han skulle anbringe de tusend Løjer og Indfald, som for andres Øjne sidde en på Læberne og i Blikket, ja lyve allerstærkest, når Sandheden gærne styrtede frem i tusende Taarer".
Han var dengang også en læser og beundrer af Heinrich Heine: han sender fru Hansteen hans «Reisebilder» med ønsket om, at det må fornøje hende at læse dem, hvorpå han tilføjer: "den fromme Charite (dvs.: fru Hansteens yngre søster og Frederik Paludan-Müllers senere hustru) vil sagtens korse sig nogle Gange over dem; men i Grunden tror jeg, at det er en meget gudfrygtig Bog".
Kåd galning
Han var i denne periode noget af en smægtende Cherubino d'Amore og noget af en kåd galning, som uden videre hensyn tillod sig allehånde ting, der spillede på grænsen af, hvad der ansås for at gå an.
En gang under et feriebesøg hos sin fader i Aarhus bispegård behagede det ham på et klubbal at gøre voldsom kur til en ung købmands kone, som især tiltrak sig hans opmærksomhed ved en højrød kjole, og han havde frem for alt en kostelig morskab af at gøre manden, "som lignede en Bulbider", rasende jaloux.
Allerede tidligere havde den gamle biskop fået en skriftlig anmodning om at holde sin søn i ave; men det var, som man ser, lettere sagt end gjort. Selv når han var kådest, bevarede hans væsen dog altid præg af en vis aristokratisk ynde.
I hans ældre år gjorde hans personlighed et indtryk, som en bekendt samtidig træffende karakteriserede med ordene: Marquis – Marquis lige ud i fingerspidserne! og om han end i ungdommen har været noget skødesløsere med sin person, så har det også nok passet dengang.

## Allerede som student stor yndest som digter
Imidlertid havde han allerede som student vundet stort ry og yndest som digter. Han debuterede 1831 med et større lyrisk digt: Raab til Polen, der flammer af ungdommelig begejstring og allerede er meget sikkert i formen. Året efter kom Fire Romancer  , der er mindre ejendommelige, og det femakts-skuespil Kjærlighed ved Hoffet, det eneste af hans arbejder, som har ført et varigt, skønt aldrig stærkt fremtrædende, liv på scenen, i det væsentlige et produkt af læsning i Shakespeares lystspil og Carlo Gozzis maskekomedier, men blændende elegant i formen og med mange smukke partier.
Langt betydeligere var det fortællende digt Danserinden (1833), affattet i ariostiske  stanzer. Den erotiske tragedie, som digtet fortæller, er yderlig let og spinkel og giver mere anledning til stemningsmalerier end til plastiske karakteristikker af figurerne; men den er helt overgroet af digteriske slyngplanter: refleksioner, lyriske passager eller harcelerende og ironiske åndrigheder. Til trods for nogen ubestridelig påvirkning af Byrons Don Juan er digtet i det hele dog meget ejendommeligt og henrivende poetisk: samtiden modtog det med jubel, og "alle vare enige om", som Johan Ludvig Heiberg udtrykker sig, "at Paludan-Müller var den største danske Digter, som havde existeret".

### Amor og Psyche
Og måske endnu mere beundret blev det lyrisk-mytologiske drama Amor og Psyche (udkom 1834), som først og fremmest forbavsede ved den mest blændende sproglige virtuositet, der tumler en rigdom af vanskelige versemål som i den letteste dans.
Skønt motivet er taget af den antikke mytologi, er stilen i dette og Paludan-Müllers efterfølgende mytologiske dramer aldeles ikke påvirket af antik litteratur og kunst, men af moderne romantiske digtninger eller balletter.
Også i Amor og Psyche var der meget poetisk, dybsindigt og dybt følt, men ganske vist også nogen tom metrisk jonglørkunst. Og ved siden af al den højrøstede og overdrevne anerkendelse gik der også en del misfornøjelse, især fra nogle ældres side, som fandt, at dette dog var mere klingklang end malm.
Der findes i et brev fra Adam Oehlenschläger et meget hvast og vittigt udfald mod Amor og Psyche, og det vides om Poul Martin Møller, at han var en streng kritiker over Paludan-Müllers ungdomspoesi, som han sikkert har henregnet til den slags, "som døver Folket med sit Lirespil". Derimod fandt Paludan-Müller venskab og støtte hos J. L. Heiberg, der ikke alene forstod at vurdere hans sjældne tekniske talent, men også havde blik for hans dybere ejendommelighed (om hans senere produktion har Heiberg udtalt sig i de højeste toner). Paludan-Müller blev i sine yngre år, indtil sit ægteskab, en stadig gæst i det heibergske hus. Også hos F.C. Sibbern fandt han den varmeste anerkendelse og fra Christian Molbechs  side en næsten overstadig beundring.
De vrangvillige kritikere gik af med sejren
Foreløbig var det dog snarest hans mere vrangvillige kritikere, som gik af med sejren. De fem seks år, som fulgte efter hans ovennævnte ungdomspoesier, bragte intet større arbejde, som forøgede hans ry, og publikum vendte sig mere fra ham.
Han udgav (1836–38) et par bind Poesier med romantiske dramer ("Æventyr i Skoven", "Alf og Rose", "Fyrste og Page"), med smukke poetiske fortællinger ("Vestalinden", "Slaven", "Beatrice") og lyriske digte, hvoraf flere udmærkede, hvis affattelsestid dog ikke med sikkerhed kan bestemmes nøjere.
Til hævn over en nedsættende kritik skrev han det polemiske digt Trochæer og Jamber (1837). Hans sprudlende ungdomslune skal have tabt sig henimod året 1838 og var gået over i en mørk og bitter stemning. Der forestod store indre kriser i hans liv.
Der forestod store indre kriser i hans liv
Meget ejendommeligt for digteren havde det været, at han allerede i "Danserinden" – skrevet i hans 23.-24. år – havde talt ligesom af erfaring om den stund i livet, "da Betragtningstimen slaar", og da det er forbi ikke blot med dansen, men også med livets gyldne håb og de smukke drømmeslotte.
Ved siden af verdensbarnet i ham groede der meget tidlig op en vis trang til at fly fra verden til et åndeligt enebo, en trang, der efterhånden kommer stærkere og stærkere frem i hans produktion; – men her må det overhovedet bemærkes, at der i hans arbejders ideer fra ungdommen til alderdommen er en ualmindelig indre sammenhæng: han "byggede i Dybden", og han kan med lange mellemrum vende tilbage til tidligere tanker og udarbejde dem i nye former.
Det har sikkert også betydning for forståelsen af hans yngre år at lægge mærke til, hvorledes han senere under forskellige skikkelser kommer tilbage til forestillingen om den særegne lidelse, som måtte opstå deraf, at døden ikke ville indtræffe til sin rette time, idet livet på overnaturlig vis forlængedes i det evindelige eller dog langt ud over målet (Tithon, Ahasverus, Don Diego i Ungdomskilden).
Ingen robust kærlighed til livet
Dette tyder just ikke på nogen meget robust kærlighed til livet; og når døden påkaldes som befrier fra den indre strid, den dobbelthed, som mennesket bærer i sig, mellem «den unge Mand» med svulmende livskraft, med fyrige drifter og attråer og "den gamle Mand" med overlegen livserfaring og modnet fornuft (Ungdomskilden), da ligger der vistnok indre erfaringer hos digteren til grund derfor.
Hans digtekunst viser jo også på én gang en overdådig fantasi og hu til at udmale og instrumentere livets rigeste og mest glimrende festligheder (mytologiske bryllupper og lignende) og tillige i diametral og dualistisk modsætning dertil en stor kærlighed til ensomhedens tillokkelser, resignationens styrkende og åndelig optugtende enkelhed.
Han har undertiden, som i Kalanus, stillet modsætningen mellem disse to åndsretninger skarpt og med overordentlig dramatisk virkning op imod hinanden; og det er hos ham altid den sidstnævnte retning, der går af med sejren og æren: askesens og uverdslighedens ånd fremstilles som den gode, der kaster sit spottende og ringeagtende blik tilbage mod den almindelige verden. Paludan-Müller har et varmt hjerte og er ingenlunde blaseret; men han er dog pessimist.
Og tanken om hin psykologiske dobbelthed får desuden på et par steder i hans digtekunst en ganske særlig vending, der formodentlig også har et udgangspunkt i digterens personlige oplevelser: det synes, som om "den gamle Mand" i Paludan-Müller i et eller andet afgørende øjeblik i hans ungdomsliv, da det gjaldt om med kækt livsmod at gribe til og vinde lykken, har lammet "den unge Mands" handlekraft og derved allerede har indviet hans følgende liv til erindringens og den kunstneriske fremstillings virksomhed.

## Sygdom
I en alder af henved 30 år faldt Paludan-Müller i en farlig sygdom og blev indlagt på et hospital. Da hans ovennævnte slægtning Charite Borch (født 13. november 1801), som boede i København med sin moder, fik nys herom, tog hun ham straks hjem til dem og plejede ham omhyggelig efter sit hjertes inderste tilskyndelse.
Men hun havde jo derved gjort et skridt, som efter den tids anskuelser var temmelig kompromitterende; og hun kunne næppe være uvidende om, at Paludan-Müller, som var loyaliteten og ridderligheden selv, hvis han helbredtes, ville anse sig for bunden ved sin ære til at tilbyde hende sin hånd. Således gik det også: han ægtede hende 30. august 1838. Det blev et ganske ejendommeligt ægteskab, der for hans vedkommende nærmest fik betydning af en slags klostergang.

### Ægteskab med den lidt ældre slægtning og sygepasser
Hustruen var syv otte år ældre end manden, en tænksom, men tørt reflekterende natur, uden al friskhed eller originalitet, hengiven til abstrakt teologisk-dogmatisk spekulation (hun var i sine senere år også noget skribentinde i denne retning), men tillige lidenskabelig forelsket i sin mand som person og tilbedende beundrerske af ham som digter, skinsyg vogtende over alt, hvad hun mente kunne forstyrre hans ånds og hans hjertes ro eller skade hans helbred. Ægteskabet forblev barnløst. Paludan-Müller selv opfattede det som sit livs lykke og var sin hustru fuldstændig hengiven, derom er der ikke mindste tvivl.
Mellem hans nærmeste var man derimod ikke så sikker på, at dette ægteskab ubetinget kunne anses for et held for ham. Det bidrog vel foreløbig til at skaffe ham ro til stor og sammenhængende produktion, det gjorde hurtig ende på verdensbarnet i ham, på ungdommens sommerfuglesværmerier og indviede ham helt til det kontemplative og producerende liv, hvortil jo også hans egen natur stundede (i sygdommen havde han også mistet sit smukke, krøllede hår og gik fra nu af med en lille paryk).
Nu var "Betragtningstimen" slået for alvor. For så vidt skylder litteraturen dette ægteskab meget, så længe som den baggrund af ungdom og umiddelbar berøring med livet, som en digter dog aldrig kan undvære, stod frisk, i alt fald for erindringen.
Men ægteskabet har sikkert også bidraget til at gøre digteren gammel før tiden ved den uovervindelige skinsyge, hvormed han afholdtes fra mere omfattende berøring med verden, ganske særlig, men ikke alene, når der var ungdommelig elskværdighed med i spillet.
De københavnske landliggere på Fredensborg, hvor også Paludan-Müller og hans hustru i senere år lå på landet, havde meget at fortælle om, hvor bekymret fruen var for, at hendes mand skulle indlade sig i samtale med bekendte, som de mødte på deres spadsereture; og hun vidste fra sin side også nok, hvor let han i en samtale – endog en ganske ubetydelig og tilfældig – kunne blive fyr og flamme. Han blev lidt vel meget muret inde. Og den livsluft, som det forundtes ham i dette ægteskab at indånde, blev vel mere æterisk, end det rigtig egner sig for kød og blod. I deres hjem kunne diskussionerne ved aftenteen om, hvorvidt det var tilrådeligt at spise en lille tvebak endnu, trække temmelig længe ud.

## To års udenlandsrejse og 1841 "Adam Homo"
Som nygift mand foretog Paludan-Müller sammen med sin hustru med offentlig understøttelse en omkring to-årig udenlandsrejse og udgav derefter 1841 Venus, et mytologisk drama i samme stil som Amor og Psyche. Digtet handler – karakteristisk nok for det tidspunkt i Paludan-Müllers liv, da det fremstod – om modsætningen mellem sansernes og fantasiens Verius ("Anadyomene") og hjertets og åndens ("Urania").

### Første del afAdam Homoblev ikke modtaget særlig godt
I slutningen af samme år udkom også første del af det store fortællende digt Adam Homo, der for en væsentlig del behandler en lignende idé, men i det virkelige livs former, idet Alma her svarer til Venus Urania hist: der var, som man ser, kommet en spaltning ind i digterens begreb om kærligheden, en indbyrdes antagonisme mellem det sublime og det sanselige, mellem ånd og natur, hvorom der endnu ikke havde været tale i Danserinden, der ellers er Adam Homos egentlige forgænger i Paludan-Müllers produktion.
I begge digte er form og vers ens; men i Adam Homo gør det fortællende og skildrende element sig langt stærkere gældende og fremtræder langt mere plastisk og naturtro; i realistisk skildring af virkeligheden går digteren endog så dristig til værks, at han udmaler emner, som det gode selskab – i alt fald på den tid, for tiderne har forandret sig på det punkt – forlangte at man skulle ignorere eller tilsløre. Dette vakte nogen forargelse; og overhovedet gjorde første del af Adam Homo ikke almindelig lykke (lige så lidt som Venus): Digteren var endnu i publikums unåde, og kun nogle lyriske enkeltheder som Almas sonetter, der afslutter den udgivne del, fandt man uimodståelige.

### Heiberg undsætter sin unge ven med en fin anmeldelse
Da kom J. L. Heiberg sin unge ven til undsætning med en stor anmeldelse, hvori han med skarp og vittig satire revser publikums vægelsind lige over for Paludan-Müller; da han udgav ungdomsarbejderne, havde man ligefrem "forgudet" ham, senere til gengæld aldeles undervurderet ham, og for de nye digte, som dog var det ypperste og modneste, han havde givet, havde han kun høstet utaknemmelighed.
Heiberg indrømmer vel, at begyndelsen af Adam Homo lider af en vis "bred og diffus Fremstillingslyst", men hævder dog, at "den hører til vor Litteraturs meget betydelige Frembringeiser"; han påpeger også, at digtet går ud på noget mere end en almindelig novelle, på noget typisk, almenmenneskeligt. Dog er det påfaldende, at Heiberg, lige så vel som det større publikum, foreløbig var meget uklar over, hvor Paludan-Müller egentlig ville hen med det hele.

## Femten store år fra 1841
Med de ovennævnte arbejder fra 1841 indledes den store periode i Paludan-Müllers digterliv, som derefter vedvarer i henved 15 år. Han fortsatte ikke straks Adam Homo, men skød andre arbejder ind imellem begyndelsen og slutningen. Året 1844 bragte de mytologiske dramer Dryadens Bryllup (egentlig tænkt som begyndelsen til en større, sammenhængende cyklus) og Tithon, der snart efterfulgtes af det fortællende digt Abels Død. Disse arbejder vandt atter digteren mange beundrere for det geniale blik, hvormed han havde opdaget ejendommelige og dybt liggende poetiske motiver i mytologien eller Bibelen, for følelsens rene inderlighed og for det lødige og fuldendte mesterskab i behandlingen.
Som et født talent havde Paludan-Müller i henseende til formen været færdig udviklet, ja næsten alt for udviklet, forinden han endnu havde haft selvstændigt livsindhold nok til at fylde formen med; men i arbejderne fra disse manddomsår er der ligevægt. Intet kan være skønnere eller mere gribende end Dryadens klagesang før hendes død eller scenerne, hvor Tithon vender tilbage til jorden efter drømmelivet i Auroras rige. Langt senere skal Paludan-Müller selv have erklæret Tithon for det eneste af sine værker, han selv var tilfreds med.

### 1845 genoptog Paludan-Müller arbejdet påAdam Homo
Fra begyndelsen af 1845 optog Paludan-Müller atter arbejdet på Adam Homo og udgav de to sidste tredjedele i slutningen af 1848. Det havde for så vidt været heldigere, om bogen havde været færdig et par år tidligere, eftersom alt i den, der havde bestemt hensyn til samtiden, angår tiden før det store gennembrud i foråret 1848, der satte nye opgaver og interesser på dagsordenen.
Alligevel gjorde bogen meget betydelig opsigt og blev læst og slugt, men højst forskellig bedømt, idet nogle betragtede den næsten som en bog over alle bøger, andre følte sig overvejende frastødte af den.
I den tid, der er forløben siden da, er den af kritikken fra de forskelligste lejre blevet erklæret for et af de få monumentale værker i hele vor litteratur. I hvert fald er den det eneste værk af dansk digtekunst, som har fået betydning ved sin universelle karakter: den meddeler en hel livsanskuelse og dømmer menneskelivet fra vugge til grav fra altomfattende religiøse ideers standpunkt. I sin universalitet stemmer den – trods al anden forskel – Dantes Divina Commedia, og Paludan-Müller havde også tænkt på med hentydning til Dantes digt at kalde sit "en menneskelig Komedie", men undlod det for ikke at synes anmassende.
Men med dette høje synspunkt forener sig en overordentlig livagtighed i enkelthederne og et muntert gennemheglende vid, som gør bogen meget underholdende at læse. De to sidste dele have mere end den første karakteren af samfundssatire: digteren viser sig som den stærkt kritisk anlagte ånd, der tager alle hånde samfundsmagter – præster og adelsmænd, journalister og læger osv. – under behandling og vasker dem i sin satires skarpe lud.
Også her er fortællingen gennemskudt med en islæt af poetisk refleksion; man kan med god hjemmel antage, at Paludan-Müller efter at have planlagt digtets episke gang – "Rendegarnet", som han i et brev kalder det – i overensstemmelse med sin grundidé og mening med det hele gerne modtog impulsen til refleksionerne fra samtale med personer, som han satte pris på.
For resten aftager dette frit og løst reflekterende element efterhånden noget henimod digtets slutning, idet det enten mere indarbejdes i fortællingen eller helt udsondres der fra, som i Almas digte i sidste del. – Paludan-Müller var ret stolt over fuldførelsen af sit livs store hovedværk, dog ikke over dets indhold og ideer, men over dets omfang og det store kvantum af arbejde, som var nedlagt i det: overhovedet satte han i alle forhold pris på det hele, store, sammenhængende.

## 1854 "Kalanus" og "Ahasverus"
Efter nogle års tavshed udgav han 1852 det lille polemiske "Lejlighedsdigt" – således omtalte han det selv – Luftskipperen og Atheisten og derefter i 1854 to af sine betydeligste digtninger: Kalanus og Ahasverus . I den historiske tragedie Kalanus skildrer han sammenstødet mellem græsk verdslighed og indisk uverdslighed og lader til sidst verdensherskeren Alexander bøje knæ for asketen Kalanus. Ahasverus har han fremstillet ved enden af hans lange levnedsløb og fremkaldt en dommedagsstemning, en dyb sitren gennem verden og gennem hjerterne, der virker med en storartet gribende vemod.
Lovprisning af døden frem for livet
Overhovedet er digteren her på højden af sin kraft og kunst; men tillige er modsætningerne i hans livsanskuelse spændte til det yderste, og hans lovprisning af døden frem for livet – hvad enten den fremtræder i kristelig eller i indisk-brahmansk form – får en vis fanatisk hede. Han er ikke det mindste bange for at forskrække sin samtid med paradokser. Han ansås mere og mere for en slags "Løsgænger" i kirkelig henseende: så vel i slutningen af Adam Homo som i digtene fra disse år forekommer der tanker, der fører i retning af katolicismen, hvilken han virkelig ærede som den sande form for autoritær kristendom.
I Ahasverus håner han begreberne tolerance og humanitet, og i Luftskipperen holder hans polemik mod fritænkeren sig ikke fri for et stænk af noget brutalt, som man mindst skulle have ventet fra ham. Alle arbejderne fra denne tid giver udtryk for en lignende overvættes spænding af den religiøse fordring som Søren Kierkegaards næsten samtidige – dog lidt senere – voldsomme polemiske optræden mod den bestående kirke.
Sygdom eller griller
Paludan-Müller følte sig i dette tidsrum, navnlig i de følgende år, legemlig angreben; der var kommet en vis nervøs uro over ham; han mente ikke at kunne tåle at underkaste sig endog den mildeste selskabelige tvang mellem nære venner. Hvor meget der heraf var virkelig sygelighed, og hvor meget der var griller, skal lades usagt. Det var måske en krise, et udslag af en indre kamp for helt at overvinde den gamle Adam, kritikkens dæmon, og underordne sig den religiøse lydighed.
Det er denne idé – den religiøse lydighed –, som hans følgende værk, Paradiset (1861), handler om: der er som altid sindrige tanker og en sleben form; men i sammenligning med hans tidligere produktion mangler det næb og kløer, og til gengæld får man en næsten alt for paradisisk og godmodig barnlighed.

### De sidste arbejder
En tiltagende mathed spores i den voluminøse roman Ivar Lykkes Historie (1866–73), skrevet i en bred og snaksom prosa, og i skuespillet Tiderne skifte (1874). Derimod kunne Paludan-Müller i mindre arbejder lige til det sidste hæve sig til den tidligere energiske flugt, således i Kain (1861), i det inderlig følte digt Benedict fra Nursia (1861) (en forherligelse af munke- og eneboerliv), i den dybsindige og stilfulde novelle Ungdomskilden (1865) og i digterens skønne svanesang Adonis (1874).
Tilhængere i Norden, England og Tyskland og officiel anerkendelse
Efterhånden havde Paludan-Müllers poesi i Danmark og det øvrige Norden (enkeltvis også i Tyskland og i England) vundet talrige beundrere, mange, der vistnok endog satte ham over alle andre samtidige danske digtere; men de samlede sig aldrig til en masse eller en menighed – hvad man vil kalde det.
Hans fornemme og fuldendte kunst, lagt for dagen gennem en række mesterværker, der lå over den store mængdes horisont, gav ham vel en litterært uangribelig stilling og medførte også officiel anerkendelse (digterpension allerede fra Christian 8.'s tid, senere den højeste digterpension på den første konstitutionelle finanslov, professortitel (1854) og i hans sidste levetid (1875) Dannebrogs Kommandørkors); men "folkelig" var og blev han alligevel ikke, og det folkelige var den gang nummer ét.
Han blev aldrig indskrevet i det mægtige og opinionen beherskende national-liberale partis gyldne bog, som dog indeholdt langt ubetydeligere navne – fra sin side følte han sig heller ikke draget til partiet og dets ordførere.
For resten var han så varm en fædrelandsven som nogen; ytringer heraf forekommer også før 1848; under den påfølgende krig hørte han til de ikke længere unge mænd – deriblandt flere bekendte – som lod sig indøve i våbenbrug; og navnlig hans senere værker, Ivar Lykke og flere lyriske digte (f.eks. den bekendte sang Fremtidsmaalet), bærer vidne om hans hjerte for fædrelandet. Politiker kunne han efter sin natur aldrig blive: på dette område svingede hans stemning mellem de største yderligheder.
Ihvorvel han i det hele var afgjort kongeligsindet og i Ahasverus endog taler med flammende begejstring om kongedømmet af Guds nåde, skal han dog, som et troværdigt vidne har berettet, være hørt at råbe "Konstitutionen leve!" på slotspladsen i marts 1848. Sagen var, at han havde meget lidt tilovers for Frederik 7., i alt fald så længe han levede; thi efter kongens død var han ligesom andre fædrelandsvenner grebet af dyb uro for, hvad dette dødsfald kunne medføre, og udtalte det blandt andet i et skønt lejlighedsdigt.

## Tilbagetrukket tilværelse
Ligesom enkelte andre betydelige digtere fra hin tid levede Paludan-Müller tilbagetrukket, udelukkende i privatlivet i sit eget eller sine nærpårørendes hjem. Han havde slet ingen hu til mere spredt selskabelighed; desuden levede han, i alt fald indtil sine senere år, i temmelig små kår. Til trods for hans strenge dom over verden var hans sind dog alt andet end mørkt eller melankolsk: ingen kunne være mere oprømt og hyggelig, hjertelig og deltagende end han.
Endog som aldrende mand kunne han være ret oplagt til at slå gækken løs. Han elskede børn og ungdom, og med sin højsindede og fyrige retfærdighedsfølelse var han en ridderlig talsmand for eksistenser, som han anså for tilsidesatte. Han holdt, som alle af hans slægt, meget af samtale og disput; dog slog hans konversation hyppigst over i en let og luftig toneart, der kunne minde ikke lidet om stilen i Danserinden eller Adam Homo; den var fuld af lunefulde indfald og ordspil, der ikke altid var valgte med den kræsneste smag ("som naar en Svane afbryder sin stille, kongelige Sejlen med at vende Bagen i Vejret som en And").
Uagtet det landskabelige kun spiller en ringe rolle i hans digtning, var han en elsker af den frie natur; tidlig på året flyttede han ud til det kære Fredensborg og sent der fra; han holdt også af at rejse i indlandet eller udlandet i selskab med sin hustru.
Påfaldende var det, at den store verse-virtuos var meget blottet for musikalsk sans. I sin tidligste ungdom spillede han gerne en slags komedie, dog, så vidt vides, kun i dramatiske løjer af ham selv; som moden mand gav han næsten aldrig nogen præstation til bedste, hvori han skulle sætte sin person ind; og når han yderst sjældent holdt en lille tale eller læste højt, var det slet ingen kunstnydelse at høre ham. (Hans store beundrer skuespilleren Michael Wiehe, der med forkærlighed oplæste og foredrog hans digte, sagde en gang, da Paludan-Müller havde læst noget op for ham: "Nej, han skal skrive, og jeg skal læse".)
I sin studerestue var Paludan-Müller en meget flittig mand, først og fremmest med sin digteriske produktion, som han i reglen redigerede mange gange om, før den tilfredsstillede ham, og som jo også vidner om en stærk brug af filen; dernæst også med læsning. Han læste ikke alene alle poesiens største frembringelser fra forskellige tider og folk, men også – uagtet egentlig videnskabelig granskning og tænkning lå ham fjernt – alle hånde lærde værker, som kunne belære ham eller give hans reflekterende tanke impulser med hensyn til dens hovedgenstand: mennesket (historie, filosofi, teologi, fysiologi osv.).
Paludan-Müller døde i København efter kun en eller to dages sygdom (ansigtsrosen) 28. december 1876 og blev bisat med stor højtidelighed i Holmens Kirke. På hans grav på Asminderød Kirkegård kirkegård er for offentlig indsamlede bidrag oprejst et monument med en ret vellignende portrætmedaljon af bronze (af Saabye – August Saabye, 1823–1916 ?).
Af hans værker, af hvilke de mere populære i hans levetid var udkommet i flere oplag, enkeltvis eller samlede i grupper, foranstaltedes der nu en samlet udgave i otte bind (1878–79). Til hans enke bevilgedes der en ekstraordinær pension af staten. Hun havde, allerede i hans levetid, anonymt udgivet Religiøse Studier (1863) og Fortsatte religiøse Studier (1875). Hun døde 27. februar 1884.
Thomas Hansen Erslew: Forfatter-Lexicon
Dansk Pantheon 23. Lev. (1844).
J.L. Heiberg: Saml. pros. Skrifter IV.
Georg Brandes: Æsthetiske Studier.
Samme, Danske Digtere.
P. Hansen, Illustreret dansk Litteratur-Historie.
Nær og Fjern 1879, Nr. 352.
Dagbladet 26. Okt. 1884.
Dannebrog 1894, Nr. 642.
Julius Lange. (1838–1896), kusthistoriker – og søstersøn til digteren (Kilde Arkiveret 7. marts 2016 hos  Wayback Machine, der også vurderer denne artikel)